# Wahlkreis Nr. 1 (Senat der Republik Polen, 2001–2011)
Der Wahlkreis Nr. 1 (polnisch Okręg wyborczy nr 1) war ein von 2001 bis 2011 bestehender Wahlkreis für die Wahl des Senats der Republik Polen und wurde auf Grundlage der Ordynacja wyborcza do Sejmu Rzeczypospolitej Polskiej i do Senatu Rzeczypospolitej Polskiej (Wahlordnung für den Sejm der Republik Polen und für den Senat der Republik Polen) vom 12. April 2001 (Dz.U. 2001 nr 46 poz. 499) errichtet. Die erste Wahl, die im Wahlkreis stattfand, war die Parlamentswahl am 23. September 2001.
Der Wahlkreis umfasste nach der Anlage Nr. 2 (Załącznik nr 2) der Ordynacja wyborcza do Sejmu Rzeczypospolitej Polskiej i do Senatu Rzeczypospolitej Polskiej in der letzten Bekanntmachung vom 30. Juni 2005 (Dz.U. 2005 nr 140 poz. 1173) die kreisfreien Städte Jelenia Góra und Legnica und die Powiate Bolesławiecki, Głogowski, Jaworski, Jeleniogórski, Kamiennogórski, Legnicki, Lubański, Lubiński, Lwówecki, Polkowicki, Zgorzelecki und Złotoryjski der Woiwodschaft Niederschlesien (Województwo dolnośląskie).
Durch den Wechsel von Mehrpersonenwahlkreisen zu Einpersonenwahlkreisen wurde der Wahlkreis Nr. 1 im Jahr 2011 aufgelöst. Das Gebiet des Wahlkreises entspricht den Wahlkreisen Nr. 1, Nr. 2 und Nr. 3 seit 2011.
Der Sitz der Wahlkreiskommission war Legnica.

## Wahlkreisvertreter
| WP   | Wahl | Senator (Wahlkomitee) | Senator (Wahlkomitee)                                                   | Senator (Wahlkomitee)                      | Senator (Wahlkomitee)                                                | Senator (Wahlkomitee) | Senator (Wahlkomitee)                                          |
| ---- | ---- | --------------------- | ----------------------------------------------------------------------- | ------------------------------------------ | -------------------------------------------------------------------- | --------------------- | -------------------------------------------------------------- |
| V.   | 2001 |                       | Janusz Stefan Bielawski (KKW Sojusz Lewicy Demokratycznej – Unia Pracy) |                                            | Jerzy Edmund Cieślak (KKW Sojusz Lewicy Demokratycznej – Unia Pracy) |                       | Marian Lewicki (KKW Sojusz Lewicy Demokratycznej – Unia Pracy) |
| V.   | 2004 |                       | Janusz Stefan Bielawski (KKW Sojusz Lewicy Demokratycznej – Unia Pracy) | Ryszard Matusiak (KW Liga Polskich Rodzin) |                                                                      |                       | Marian Lewicki (KKW Sojusz Lewicy Demokratycznej – Unia Pracy) |
| VI.  | 2005 |                       | Tadeusz Maćkała (KW Platforma Obywatelska RP)                           |                                            | Tadeusz Stefan Lewandowski (KW Prawo i Sprawiedliwość)               |                       | Rafał Józef Ślusarz (KW Prawo i Sprawiedliwość)                |
| VII. | 2007 |                       | Tomasz Wojciech Misiak (KW Platforma Obywatelska RP)                    |                                            | Jacek Swakoń (KW Platforma Obywatelska RP)                           |                       | Witold Lech Idczak (KW Prawo i Sprawiedliwość)                 |

## Wahlergebnisse

### Parlamentswahl 2001
Die Wahl fand am 23. September 2001 statt.
| #  | Kandidat | Kandidat                   | Wahlkomitee                                                  | Stimmen | Prozent |
| -- | -------- | -------------------------- | ------------------------------------------------------------ | ------- | ------- |
| 1  |          | Janusz Stefan Bielawski    | KKW Sojusz Lewicy Demokratycznej – Unia Pracy                | 148.713 | 45,48 % |
| 2  |          | Antoni Błudnik             | KW Polskiego Stronnictwa Ludowego                            | 43.243  | 13,23 % |
| 3  |          | Jerzy Edmund Cieślak       | KKW Sojusz Lewicy Demokratycznej – Unia Pracy                | 123.010 | 37,62 % |
| 4  |          | Bogusław Czerwiński        | KW Alternatywa Ruch Społeczny                                | 21.785  | 6,66 %  |
| 5  |          | Jacek Kazimierz Głomb      | KWW Blok Senat 2001                                          | 47.838  | 14,63 % |
| 6  |          | Adam Grabowiecki           | KW Polskiego Stronnictwa Ludowego                            | 46.822  | 14,32 % |
| 7  |          | Tadeusz Stefan Lewandowski | KWW Blok Senat 2001                                          | 57.591  | 17,61 % |
| 8  |          | Marian Piotr Lewicki       | KKW Sojusz Lewicy Demokratycznej – Unia Pracy                | 106.488 | 32,57 % |
| 9  |          | Ryszard Matusiak           | KWW Kandydata Niezależnego na Senatora RP Ryszarda Matusiaka | 41.757  | 12,77 % |
| 10 |          | Jerzy Pokój                | KWW Blok Senat 2001                                          | 53.950  | 16,50 % |
| 11 |          | Zbigniew Zygmunt           | KW Alternatywa Ruch Społeczny                                | 21.214  | 6,49 %  |

Wahlberechtigte: 788.345 – Wahlbeteiligung: 43,49 % – Quelle: Dz.U. 2001 nr 109 poz. 1187

### Ergänzungswahl 2004
Die Wahl fand am 11. Juli 2004 statt.
| # | Kandidat | Kandidat               | Wahlkomitee                       | Stimmen | Prozent |
| - | -------- | ---------------------- | --------------------------------- | ------- | ------- |
| 1 |          | Leszek Henryk Bubel    | KW Polskiej Partii Narodowej      | 591     | 2,67 %  |
| 2 |          | Adam Wojciech Gmurczyk | KW Narodowe Odrodzenie Polski     | 412     | 1,86 %  |
| 3 |          | Stanisław Gwizda       | KW Sojusz Lewicy Demokratycznej   | 3.964   | 17,90 % |
| 4 |          | Ryszard Matusiak       | KW Liga Polskich Rodzin           | 6.150   | 27,78 % |
| 5 |          | Ryszard Nowak          | KW Polskiego Stronnictwa Ludowego | 3.590   | 16,21 % |
| 6 |          | Andrzej Piesiak        | KWW Andrzeja Piesiaka             | 4.766   | 21,53 % |
| 7 |          | Marcin Edward Zawiła   | KWW Marcina Zawiły                | 2.668   | 12,05 % |

Wahlberechtigte: 804.073 – Wahlbeteiligung: 2,81 % – Quelle: Dz.U. 2004 nr 163 poz. 1713

### Parlamentswahl 2005
Die Wahl fand am 25. September 2005 statt.
| #  | Kandidat | Kandidat                   | Wahlkomitee                                   | Stimmen | Prozent |
| -- | -------- | -------------------------- | --------------------------------------------- | ------- | ------- |
| 1  |          | Adam Grabowiecki           | KW Polskiego Stronnictwa Ludowego             | 29.322  | 10,39 % |
| 2  |          | Ewa Danuta Gutek           | KW Rodzina-Ojczyzna                           | 21.760  | 7,71 %  |
| 3  |          | Kazimierz Jan Hałaszyński  | KW Sojusz Lewicy Demokratycznej               | 30.128  | 10,67 % |
| 4  |          | Józef Kusiak               | KW Sojusz Lewicy Demokratycznej               | 38.479  | 13,63 % |
| 5  |          | Edward Piotr Lewandowski   | KW Polskiej Partii Narodowej                  | 11.802  | 4,18 %  |
| 6  |          | Tadeusz Stefan Lewandowski | KW Prawo i Sprawiedliwość                     | 87.471  | 30,98 % |
| 7  |          | Tadeusz Maćkała            | KW Platforma Obywatelska RP                   | 88.032  | 31,18 % |
| 8  |          | Ryszard Maraszek           | KWW Ryszarda Maraszka                         | 16.952  | 6,00 %  |
| 9  |          | Bogdan Alfred Maruszak     | KW Samoobrona Rzeczpospolitej Polskiej        | 44.465  | 15,75 % |
| 10 |          | Ryszard Matusiak           | KW Liga Polskich Rodzin                       | 52.459  | 18,58 % |
| 11 |          | Michał Okrześ              | KW Organizacji Narodu Polskiego–Ligi Polskiej | 9.174   | 3,25 %  |
| 12 |          | Józef Rypiński             | KW Stronnictwa „Porozumienie Polskie“         | 13.331  | 4,72 %  |
| 13 |          | Rafał Józef Ślusarz        | KW Prawo i Sprawiedliwość                     | 80.331  | 28,46 % |
| 14 |          | Michał Turkiewicz          | KW Sojusz Lewicy Demokratycznej               | 39.005  | 13,82 % |
| 15 |          | Jarosław Piotr Wardęga     | KW Socjaldemokracji Polskiej                  | 17.716  | 6,28 %  |
| 16 |          | Ryszard Zdzisław Zasławski | KW Socjaldemokracji Polskiej                  | 21.811  | 7,73 %  |

Wahlberechtigte: 805.656 – Wahlbeteiligung: 36,74 % – Quelle: Dz.U. 2005 nr 195 poz. 1627

### Parlamentswahl 2007
Die Wahl fand am 21. Oktober 2007 statt.
| #  | Kandidat | Kandidat                   | Wahlkomitee                            | Stimmen | Prozent |
| -- | -------- | -------------------------- | -------------------------------------- | ------- | ------- |
| 1  |          | Witold Lech Idczak         | KW Prawo i Sprawiedliwość              | 107.234 | 26,46 % |
| 2  |          | Kazimierz Sławomir Klimek  | KW Samoobrona Rzeczpospolitej Polskiej | 22.634  | 5,58 %  |
| 3  |          | Józef Kusiak               | KKW Lewica i Demokraci SLD+SDPL+PD+UP  | 85.768  | 21,16 % |
| 4  |          | Tadeusz Stefan Lewandowski | KW Prawo i Sprawiedliwość              | 97.482  | 24,05 % |
| 5  |          | Jerzy Mieczysław Łaskawiec | KKW Lewica i Demokraci SLD+SDPL+PD+UP  | 79.076  | 19,51 % |
| 6  |          | Tomasz Wojciech Misiak     | KW Platforma Obywatelska RP            | 161.392 | 39,82 % |
| 7  |          | Zbigniew Piotr Rybka       | KKW Lewica i Demokraci SLD+SDPL+PD+UP  | 75.184  | 18,55 % |
| 8  |          | Jacek Swakoń               | KW Platforma Obywatelska RP            | 134.680 | 33,23 % |
| 9  |          | Rafał Józef Ślusarz        | KW Prawo i Sprawiedliwość              | 89.759  | 22,15 % |
| 10 |          | Zbigniew Piotr Woźny       | KW Liga Polskich Rodzin                | 17.648  | 4,35 %  |

Wahlberechtigte: 806.174 – Wahlbeteiligung: 51,32 % – Quelle: Dz.U. 2007 nr 198 poz. 1439